# Lachiš

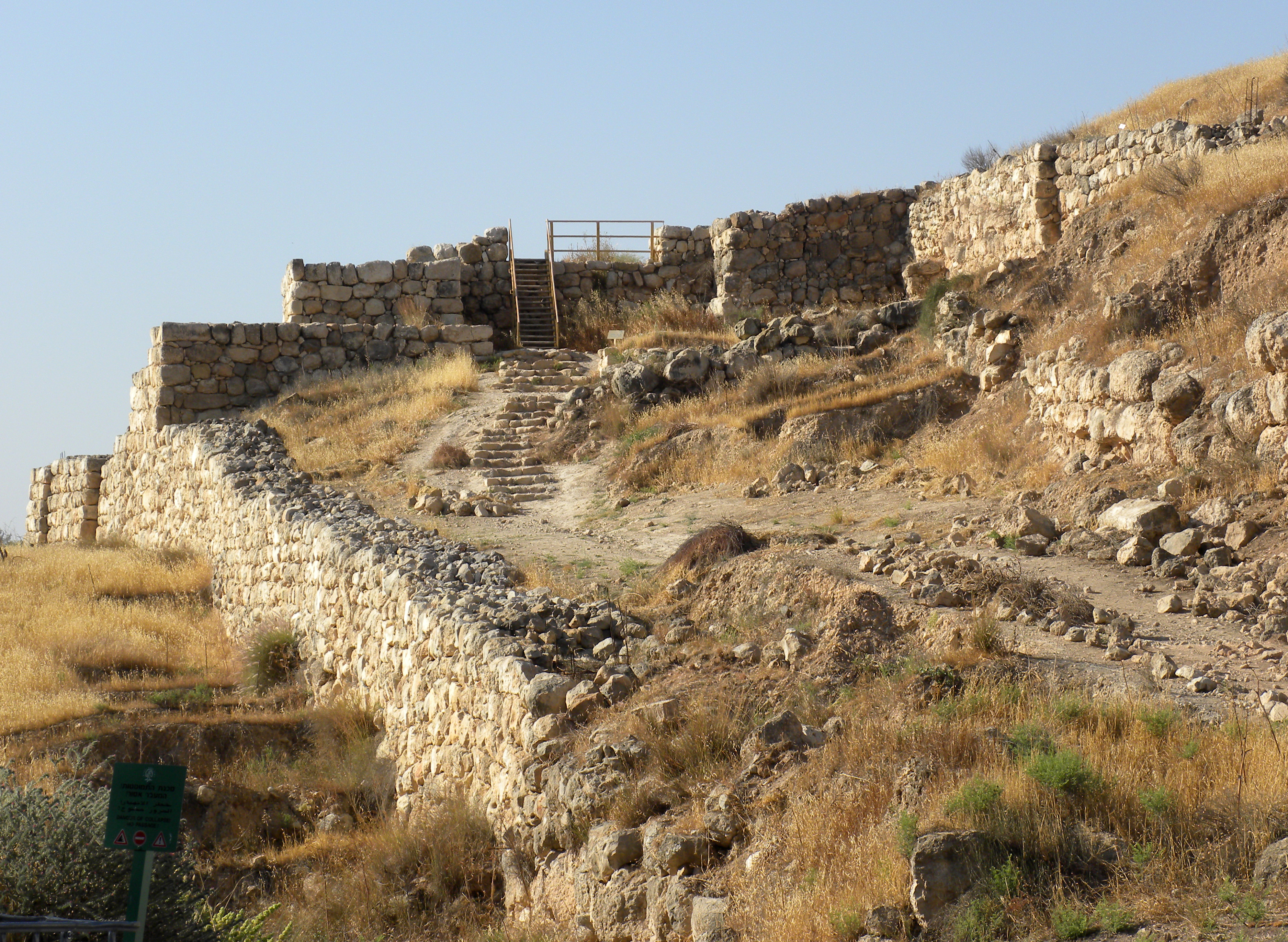

Lachiš (hebrejsky: לכיש) bylo významné starověké město v Izraeli. Nachází se v Šefele 7 km jihovýchodně od města Kirjat Gat. Lachiš je poprvé zmíněn v Amarnských listech (EA 287, 288, 328, 329, 335) jako Lakiša. Na archeologickém nalezišti se dnes nachází národní park Lachiš.

## Historie
Za vlády Rechav'ama (hebrejsky רְחַבְעָם), se stal Lachiš po Jeruzalému druhým největším městem v Judsku. Roku 760 př. n. l. město poničilo silné zemětřesení. V roce 701 př. n. l., během povstání krále Chizkiáše proti Asýrii, bylo město dobyto Sancheribem. Bitvu ukazují nástěnné reliéfy, objevené v Ninive. Město bylo částečně obnoveno a definitivně zničeno Nabuchadnesarem II. za jeho tažení proti Judsku (586 př. n. l.).

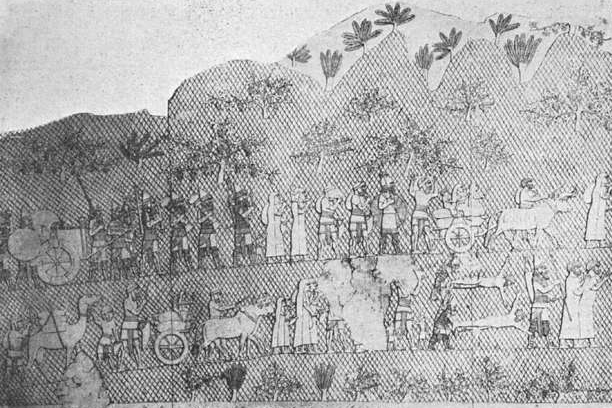
Judští zajatci jsou odváděni do zajetí po dobytí Lachiše Sinacheribem r. 701 př. n. l.

## Národní park
Někdejší slavné město bylo nalezené počátkem 19. století. Návštěvníci národního parku mohou obdivovat pozůstatky kanaánských chrámů, promyšlený vodovodní systém nebo městskou bránu. Britští archeologové při svých pátráních nalezli studnu o hloubce 44 metrů. Právě tato studna pak byla důvodem, proč obyvatelé Lachiše tak dlouho dokázali odolávat proti cizím vetřelcům (Asyřanům, Babyloňanům, atp.). Významným nálezem britského archeologa Starkeyho z roku 1935 jsou tzv. Lakíšské dopisy z doby asyrského obležení.